# 亨利·伍德

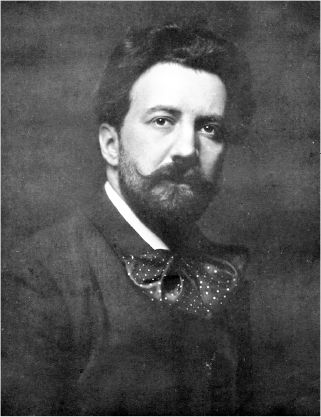
攝於1906年左右

亨利·約瑟夫·伍德爵士 CH（Sir Henry Joseph Wood 1869年3月3日—1944年8月19日）是一名英格蘭指揮家，他指揮了逍遥音乐会近半個世紀，以至於音樂會在他死後改名為“亨利·伍德逍遙音樂會”。
他早期是一名管風琴師，在皇家音樂學院學習時為老師曼努埃尔·帕特里西奥·罗德里格斯·加西亚伴奏，畢業後才成為指揮家。他曾經受到過紐約愛樂樂團和波士頓交響樂團的邀請，但他致力於英國的音樂事業，因此將其回絕。現代英國的交響樂演奏標準和英國人對古典音樂的偏好很大程度上都是他塑造起來的。

## 生平
他出生於倫敦的牛津街，他的父親老亨利·約瑟夫·伍德是一名珠寶商，也經營眼鏡生意，業餘則喜歡拉大提琴，在當地教堂（St Sepulchre-without-Newgate）的唱詩班裡唱男高音。他的母親玛莎（Martha，原姓Morris）則會彈鋼琴，也會一些家鄉威爾士的歌曲。亨利·伍德的音樂愛好就是他們兩人培養起來的，他家有一架布洛德伍德鋼琴，亨利·伍德的母親用這架鋼琴教給了他很多基礎知識。此外，他年輕時也學過小提琴和中提琴。
他和當地教堂的管風琴師喬治·庫珀（George Cooper）學過管風琴，庫珀去世後又和接替庫珀職務的艾德溫·洛特（Edwin M. Lott）學琴。10歲就在聖瑪麗阿德曼寶利（St Mary Aldermanbury）教堂公開演出，獲得半克朗報酬。同時，年輕的亨利·伍德還特別喜歡繪畫，曾經在業餘時間到斯萊德美術學院學習，此後終生一直維持著這一愛好。
他曾經上過埃比尼泽·普劳特的小课，17岁进入皇家音樂學院，继续跟随普劳特学习和声和作曲。他究竟是否上过曼努埃尔·加西亚的歌唱课尚存疑，但他曾为加西亚伴奏，他的很多理念也受加西亚的影响。他一度想成为歌唱老师，后来一生中也教过不少歌唱课。

### 职业生涯
1888年毕业后，他开始私下教唱歌为生，很受学生欢迎，每小时收费据他自己说一度达半个基尼，这记载于他的个人回忆录中。但根据他的传记作家亚瑟·雅各布斯（Arthur Jacobs）所说，伍德的回忆录虽然很生动，但是并不可信。
他当过亚瑟·苏利文的歌剧《艾凡赫》（1890年末）、安德烈·梅萨热的歌剧《La Basoche》（1891–92年）的艺术指导（répétiteur）。伍德很喜欢苏利文的作品，在后者不再流行后仍为其安排演出。他自己作曲的作品也开始上演，这包括《St. Dorothea》（清唱剧，1889） 、《Daisy》（轻歌剧，1890）和《Returning the Compliment》（喜歌剧，1890）。
他在1887年12月首次以指挥家的身份在一场合唱团演唱会上登台，1890年他当上了一个小歌剧乐团（Arthur Rouseby English Touring Opera）的音乐指导和指挥。但这只是一个普通的小乐团，他最后放弃了乐团工作，过了一段时间后，他在1891年成为卡尔·罗萨歌剧团（Carl Rosa Opera Company）的指挥，指挥过《卡门》、《波希米亚女孩》、《军中女郎》、《瑪麗塔納》和《游唱诗人》等。之后他还曾为卡尔·罗萨的另一个乐团工作。

### 逍遥音乐会
1894年，他在拜羅伊特音樂節上结识菲利克斯·莫托，随后莫托雇佣伍德做自己的助手，让他在伦敦的女王音乐厅指挥了多场瓦格纳音乐会。女王音乐厅的经理罗伯特·纽曼（Robert Newman）当时正在筹办一个为期十周的逍遥音乐节（promenade concert），他被伍德的才华所打动，决定邀请他在这次音乐节上担任指挥。举办逍遥音乐节的传统始于1838年，指挥家包括路易·安东·朱利安和亚瑟·苏利文。1870年代苏利文指挥的逍遥音乐节尤其成功，纽曼想和他一决高下，用这次的音乐节提高公众对古典音乐的审美标准。
伍德在这次音乐节指挥的主要是一些经典的古典作品，他和纽曼决定每周一晚演出瓦格纳，而每周五晚演奏贝多芬。此外，他也向伦敦的观众介绍了23首他们以前没听过的新作品，这包括理查德·施特劳斯、柴可夫斯基、格拉祖诺夫、马内斯和尼古拉·安德烈耶维奇·里姆斯基-科萨科夫的曲子。

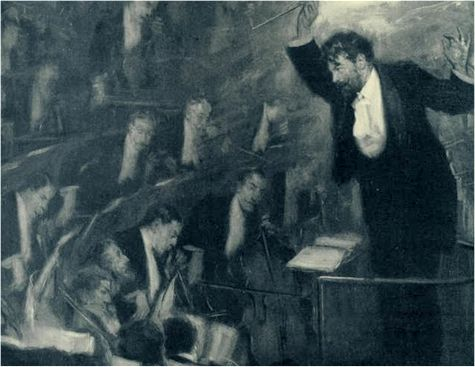
1908年的伍德

雖然這些音樂會觀眾反響不錯，但紐曼卻因為投資失敗而在1902年破產，無法支持女王音樂廳的運作。銀行家埃德加·斯派爾伸出援手，為音樂廳注入了資金，聘用紐曼為經理，鼓勵伍德繼續工作。伍德名聲鵲起，在當時的英國音樂界與爱德华·埃尔加齊名。
在伍德剛當上音樂節指揮家的時候，一些音樂界人士批評他忽視英國音樂。但伍德在1910年代末已經成為英國音樂指揮家的代表，指揮了大量的英國音樂作品。
針對英國普通管弦樂手收入太低的情況，伍德力求改革。他是第一個提出管弦樂隊也應該站起來隨著指揮家一起接受掌聲的英國指揮家。1913年，他將女性納入女王音樂廳管弦樂隊中。他說：“我不喜歡女士們演奏長號或低音提琴，但她們可以拉小提琴”。到1918年，他的管弦樂隊中共有14名女性。
1905年，他創作了《不列颠大海之歌幻想曲》（Fantasia on British Sea Songs）以紀念特拉法爾加海戰，這是他最有名的作品之一，迅速得到了觀眾的喜愛。他一生中在逍遙音樂會上指揮過40多次《不列颠大海之歌幻想曲》，之後此曲更成為逍遙音樂會「最後一夜」（Last Night of the Proms）的固定結尾曲目。
1911年，他獲封騎士，並拒絕了紐約交響樂團的邀請。他畢生都致力於為英國音樂服務，甚至很多英國觀眾的習慣都是他塑造起來的。英國觀眾曾經習慣在每個樂章結束後鼓掌，伍德不同意這樣的做法，在他的音樂會上，他會專門示意觀眾不要鼓掌，有時也會特意把不要鼓掌的提示寫到節目單上。
一戰爆發後，伍德本來已經和斯派爾商量好繼續舉辦音樂會。但由於英國國內反德氣氛高漲，斯派爾移居美國，當時英國社會上還有人試圖禁止演奏所有德國音樂，這遭到紐曼的反對。音樂出版商Chappell's接手音樂廳。

## 戰後
一戰末期，波士頓交響樂團邀請伍德去做他們的音樂總監，伍德本人也認為波士頓交響樂團是世界上最好的交響樂團。然而他還是懷著一種愛國主義的責任感，決定留在英國。

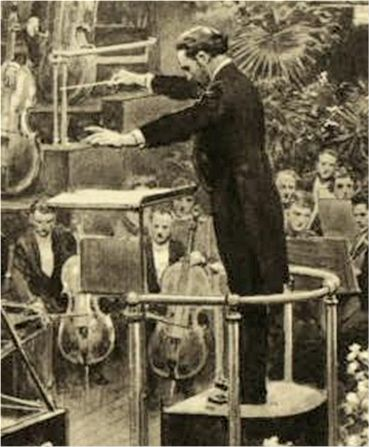
1922年的伍德

戰後，他培養了許多英格蘭指揮家，這包括巴茲爾·卡梅倫、尤金·艾因斯利·古森斯和馬爾科姆·薩金特。1925年，他受邀到好莱坞露天剧场指揮了四場洛杉磯愛樂樂團的演出，受到觀眾歡迎，並在次年和1934年再次受邀。
從好萊塢返回之後，他發現自己陷入了Chappell's的董事長威廉·布西（William Boosey）和BBC的爭執中。布西不喜歡在廣播電台播放音樂，認為這樣會導致沒人來看現場音樂會。他宣佈，任何想要在女王音樂廳表演的人都不能參加BBC的節目，引起激烈反響，他隨後在1926年紐曼死後不久宣佈停止贊助女王音樂廳。BBC宣佈接手。
BBC接手后，将原来Chappell's插入的该公司自己的曲目替换成舒伯特、罗杰·奎尔特和休伯特·帕里等作曲家的作品，音乐会迅速实现盈利。伍德也得到了更多的排练时间和优质人手。
虽然取得了事业上的成功，伍德的家庭状况却走上下坡路。1930年代早期，他渐渐开始和妻子穆里尔疏离，他的妻子离开了他，前往海外生活，但拒绝离婚。1934年，他爱上了他的学生、歌手、年轻的寡妇杰西·林顿（Jessie Linton），这使得伍德又重新振作起来。虽然伍德没有办法娶她，她仍然改姓伍德，后来大家也都视她为伍德真正的妻子。
在随后的岁月中，他几乎成为了逍遥音乐会的代名词，但布鲁诺·瓦尔特、威廉·孟根堡和阿尔图罗·托斯卡尼尼等外国指挥家仍不时对他的地位发起挑战。

## 晚年
在他成为指挥家的第15年，即1937年10月5日，他在皇家阿尔伯特音乐厅举办了盛大的音乐会，伦敦交响乐团、伦敦爱乐乐团和BBC交响乐团参演。同年，伍德出版自传《我的音乐生涯》（My Life of Music）。

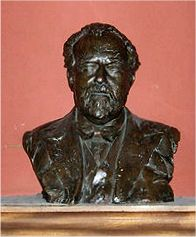
皇家音樂學院的伍德胸像，这个胸像在逍遥音乐会期间会摆在皇家阿尔伯特音乐厅门前

随着二战爆发，BBC决定停止投资逍遥音乐会，但伍德仍执意举办1940年度音乐会。皇家爱乐学会和企业家基思·道格拉斯（Keith Douglas）为其提供资助，但由于空袭影响，音乐会不得不缩减时间。1940年9月7日，女王音乐厅举办了最后一场逍遥音乐会，次年5月它就在空袭中被炸毁。之后的音乐会就在皇家阿尔伯特音乐厅举办。

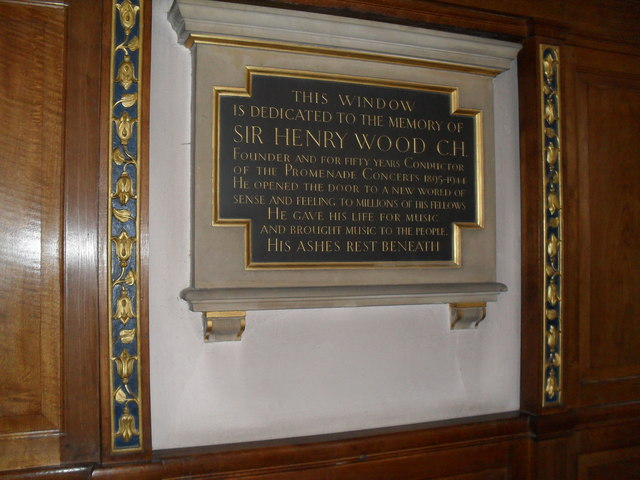
St Sepulchre-without-Newgate的纪念碑

1944年，受空袭影响，逍遥音乐会选在贝德福德举办，这是伍德指挥的最后一场逍遥音乐会。他在当年8月生病，8月10日病重，已无法进行指挥，8月19日就在希钦的希钦医院（Hitchin Hospital）病逝，葬礼在当地的圣玛丽教堂举办，他的骨灰葬在出生地的教堂St Sepulchre-without-Newgate中。